# Pius Schneeberger
Pius Schneeberger (* 10. Juli 1892 in Neuwald, St. Aegyd am Neuwalde; † 15. Februar 1969 in Wien) war ein österreichischer Politiker der Sozialdemokratischen Arbeiterpartei (SdP, SPÖ).
Schneeberger besuchte die Volksschule und wurde 1906 Forstarbeiter. Er war Obmann des Land- und Forstarbeiterverbandes von 1924 bis 1934 sowie von 1945 bis 1948, Vorsitzender der Gewerkschaft der Land- und Forstarbeiter sowie Mitglied des Bundesvorstandes des Bundes Freier Gewerkschaften Österreichs. Er saß 1934 und 1944 in politischer Haft.

## Politische Mandate
- 20. November 1923 bis 1. Oktober 1930: Mitglied des Nationalrates (II. und III. Gesetzgebungsperiode), SdP
- 2. Dezember 1930 bis 17. Februar 1934: Mitglied des Nationalrates (IV. Gesetzgebungsperiode), SdP
- 19. Dezember 1945 bis 14. Dezember 1962: Mitglied des Nationalrates (V., VI., VII., VIII. und IX. Gesetzgebungsperiode), SPÖ